# Cronozona
Uma cronozona ou cron é um intervalo de tempo que tem início com um dado evento identificável terminando com um outro evento. No registo fóssil tais eventos identificáveis estão geralmente associados à desaparição (extinção) de uma espécie com ampla distribuição ou à aparição de uma tal espécie no registo geológico. As cronozonas ou crons são sobretudo usadas nas várias disciplinas relacionadas com a geologia, notavelmente na estratigrafia em que é utilizada a datação relativa.
Existem também acontecimentos susceptíveis de identificação e análies pelas ciências físicas, como inversões do campo magnético terrestre ou a localização de uma combinação de evidências químicas numa camada correspondendo à colisão de um meteoro que se crê ter causado a extinção dos dinossauros. Assim, as cronozonas, bem como a identificação e aceitação internacionais de uma cronozona com dispersão geográfica significativa como um marcador de tempo útil no registo geológico, é não-hierarquizada, pois as cronozonas não têm que corresponder a limites geográficos ou geológicos nem ser iguais em extensão (apesar de uma restrição anterior segundo a qual uma cronozona era definida como sendo menor que uma idade geológica) Geralmente, uma cronozona é definida em termos geológicos e para uma área geográfica pelos nomes de fósseis (biozona ou biocronozona) ou em termos globais por identificadores de inversão geomagnética (cronozona de polaridade).
Segundo a ICS, cronozona é o termo usado para referir-se às rochas formadas no período de tempo em questão, enquanto a palavra cron refere-se ao período de tempo propriamente dito. O factor-chave para designar uma cronozona internacionalmente aceite é a clareza, definição e dispersão geográfica da coluna fóssil. Assim, algumas cronozonas aceites contêm outras, e certas cronozonas maiores foram designadas abrangendo unidades de tempo geológico completas, tanto grandes como pequenas.